# Loxstedt
Loxstedt (Platduits: Lox) is een gemeente aan de rivier de Wezer in de Duitse deelstaat Nedersaksen. De gemeente maakt deel uit van de Landkreis Cuxhaven.
Loxstedt telt 16.387 inwoners.

## Indeling
Het gemeentegebied bestaat uit de gelijknamige hoofdplaats, die in 2021 circa 5.500 inwoners telde, en daarnaast de volgende 19 dorpen en gehuchten: 
- Bexhövede, Büttel, Dedesdorf-Eidewarden, Donnern, Düring;
- Fleeste, Hahnenknoop, Hetthorn, Holte[2];
- Lanhausen, Maihausen, Nesse, Neuenlande, Overwarfe;
- Schwegen, Stinstedt, Stotel, Ueterlande en Wiemsdorf.

Van deze 19 Ortsteile hebben alleen Dedesdorf, Nesse en Stotel meer dan 1.000 inwoners.

## Geografie, verkeer

Situering van de gemeentedelen van Loxstedt. Nesse is rood gemarkeerd.
Kaart van Loxstedt en omgeving (2009)[3]

Door de gemeente loopt de Autobahn A 27. Bij Stotel ligt afrit 11 van deze autosnelweg, vanwaar men via Nesse het hoofddorp Loxstedt kan bereiken. Van afrit 10 van de A 27 kan men  de Bundesstraße 437 nemen, die westwaarts door de Wesertunnel loopt. In de toekomst moet er bij Stotel een knooppunt komen met de aan te leggen Autobahn A 20 richting Oldenburg en Oost-Friesland. Verder noordelijk, vanaf afrit 9 van de A 27, loopt de Bundesstraße 71 door o.a. Bexhövede naar Bremervörde en verder zuidwaarts naar Zeven.
Station Loxstedt ligt aan de spoorlijn Wunstorf - Bremerhaven. De stoptreinen in beide richtingen stoppen er één keer per uur. Er rijden verscheidene streekbusdiensten door de gemeente, maar dit zijn bijna allemaal schoolbussen. Als aanvulling hierop bestaat een net van belbussen, die hier AST, Anruf SammelTaxi, genoemd worden.
De gemeente ligt grotendeels in een rivierpolderlandschap langs de Wezer. Meer oostelijk ligt een drassig veengebied.

### Naburige gemeentes
- Bremerhaven
- Schiffdorf
- Beverstedt
- Hagen im Bremischen
- Stadland, aan de westkant van de Wezer
- Nordenham, aan de westkant van de Wezer.

## Economie

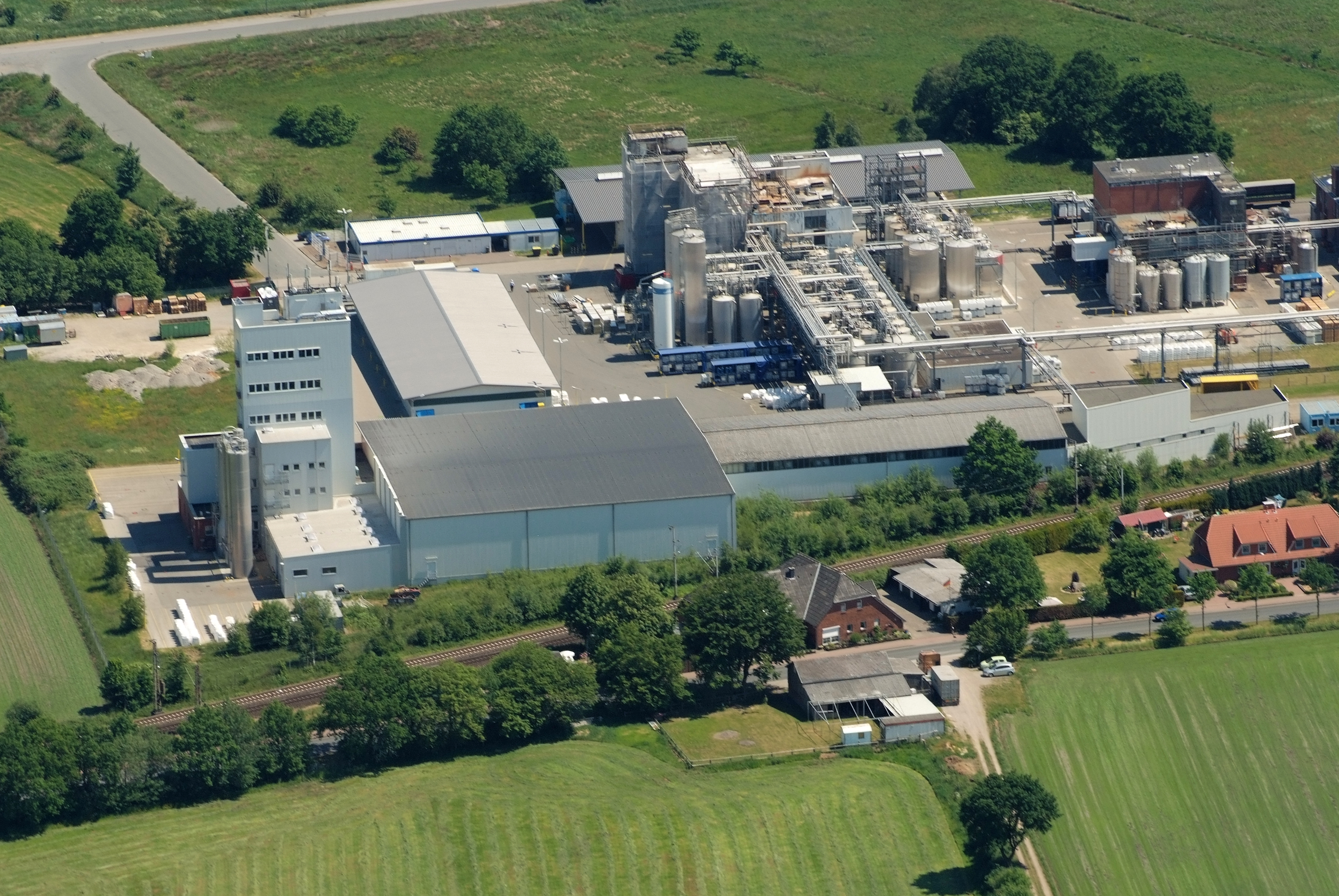
Emery plasticfabriek bij Station Loxstedt

De gemeente Loxstedt vervult een voorstadfunctie voor de noordwestelijke buurstad Bremerhaven. Er wonen dus veel mensen, die in Bremerhaven een werkkring hebben of hadden. 
Op een bedrijventerrein nabij Station Loxstedt is een fabriek van het internationale concern Emery Oleochemicals uit Cincinnati, USA, gevestigd, waar PVC- en andere plasticproducten worden gemaakt.
Het natuurschoon trekt enig toerisme (wandelen, fietsen, kanoën op de riviertjes). Ook de agrarische sector is in de gemeente Loxstedt nog van enig belang. Er bestaat een traditie van paardenfokkerij, wat door het paard, dat is afgebeeld in het gemeentewapen, wordt gesymboliseerd. Industrie ontbreekt verder nagenoeg, en handel en nijverheid zijn alleen van plaatselijke betekenis.

## Dorp Loxstedt
Het dorp Loxstedt wordt voor het eerst vermeld in 1059. 
Het dorp Loxstedt, met 5.465 inwoners, is de zetel van het gemeentebestuur en van talrijke scholen. Het is door middel van belbussen bereikbaar vanuit de andere dorpen in de gemeente.

## Geschiedenis
Vooral de oostelijke  helft van de gemeente Loxstedt vertoont hier en daar sporen van menselijke activiteiten in de prehistorie. In het Neolithicum hebben er dragers van de Trechterbekercultuur gewoond. Van hun vele megalietmonumenten is er slechts één, bij Bexhövede, bewaard gebleven. Archeologisch onderzoek heeft uitgewezen,  dat onder andere in Loxstedt zelf van de 3e eeuw tot de 10e eeuw Germanen,  in de laatste eeuwen overwegend Saksen gewoond hebben.  Het grootste deel van de huidige gemeente Loxstedt lag in de periode van circa 1100 tot 1648 in het Prinsaartsbisdom Bremen, dat ten tijde van de Reformatie in de 16e eeuw protestants werd. Tot op de huidige dag zijn een grote meerderheid van de christenen,  en bijna alle kerkgebouwen in de gemeente, evangelisch-luthers. 
Na de Dertigjarige Oorlog, die veel ellende teweeg bracht,  kwam het gebied aan Bremen-Verden,  dus onder de kroon van Zweden, en uiteindelijk aan Pruisen. In de 19e eeuw werd een gedeelte van het veenland ontgonnen, en ontstonden  er enige veenkoloniën.
Een aantal kleine dorpen binnen de gemeente  vormt samen de historische Gemarkung Landwürden. Het betreft hier Buttel (Büttel), Dedesdorf-Eidewarden, Maihausen, Overwarfe, Ueterlande en Wiemsdorf. Deze Gemarkung  heeft, anders dan de rest van het huidige Loxstedt,  in het verleden deel uitgemaakt van het Hertogdom Oldenburg en na de Napoleontische tijd  van het Groothertogdom Oldenburg.
Over het gebied van de gemeente Loxstedt zijn verder, ook uit de Tweede Wereldoorlog, geen historische gebeurtenissen van meer dan lokale betekenis overgeleverd.

## Bezienswaardigheden, natuurschoon, toerisme
- De oude Mariakerk te Loxstedt stamt uit de veertiende eeuw. De kerk heeft een plafondschildering uit de vijftiende eeuw die bekend staat als Loxstedter Totentanz. Het eind achttiende-eeuwse kerkorgel werd door diverse lokale orgelbouwers gemaakt.
- De in 1964 gebouwde rooms-katholieke Johannes-de-Doperkerk te Loxstedt bezit een bijzonder, uit 1641 daterend, schilderij van de Italiaanse meester Andrea Sacchi.
- Op de grens met de gemeentes Schiffdorf en Beverstedt ligt een 379 hectare groot natuurreservaat, genaamd Naturschutzgebiet Bülter See und Randmoore. Het bestaat uit o.a. hoogveen, moerasbos en een meertje, de Bülter See, juist op het grenspunt van de drie gemeentes.
- Aan de Wezer, bij de voormalige veerstoep van Dedesdorf, bevindt zich een haventje voor de pleziervaart.
- Het riviertje de Lune, dat deels door het zuiden van de gemeente Loxstedt stroomt, leent zich voor recreatief suppen en kanovaren.

## Afbeeldingen

### Kerkgebouwen

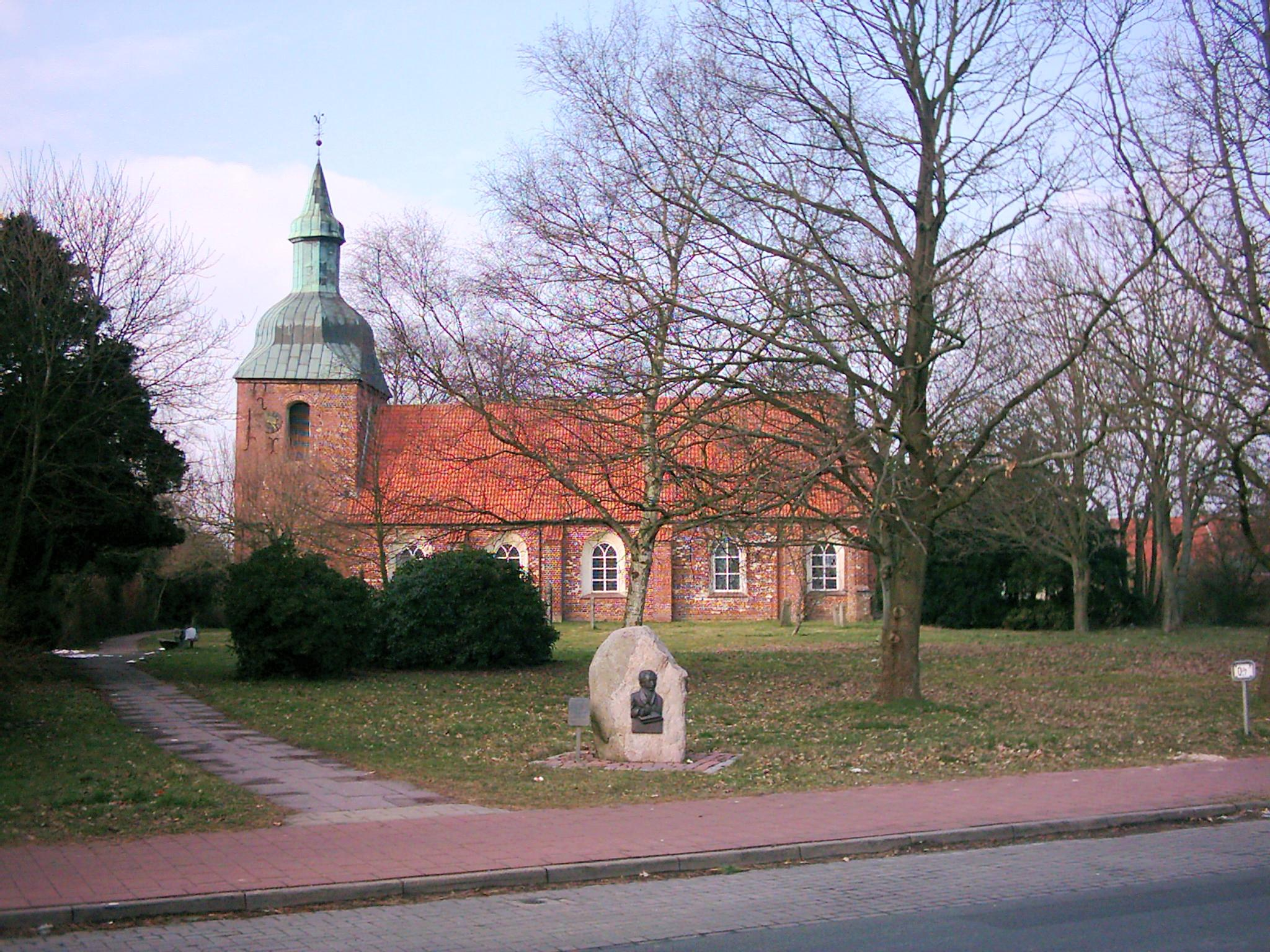
Evang.-lutherse Mariakerk (1371) in Loxstedt
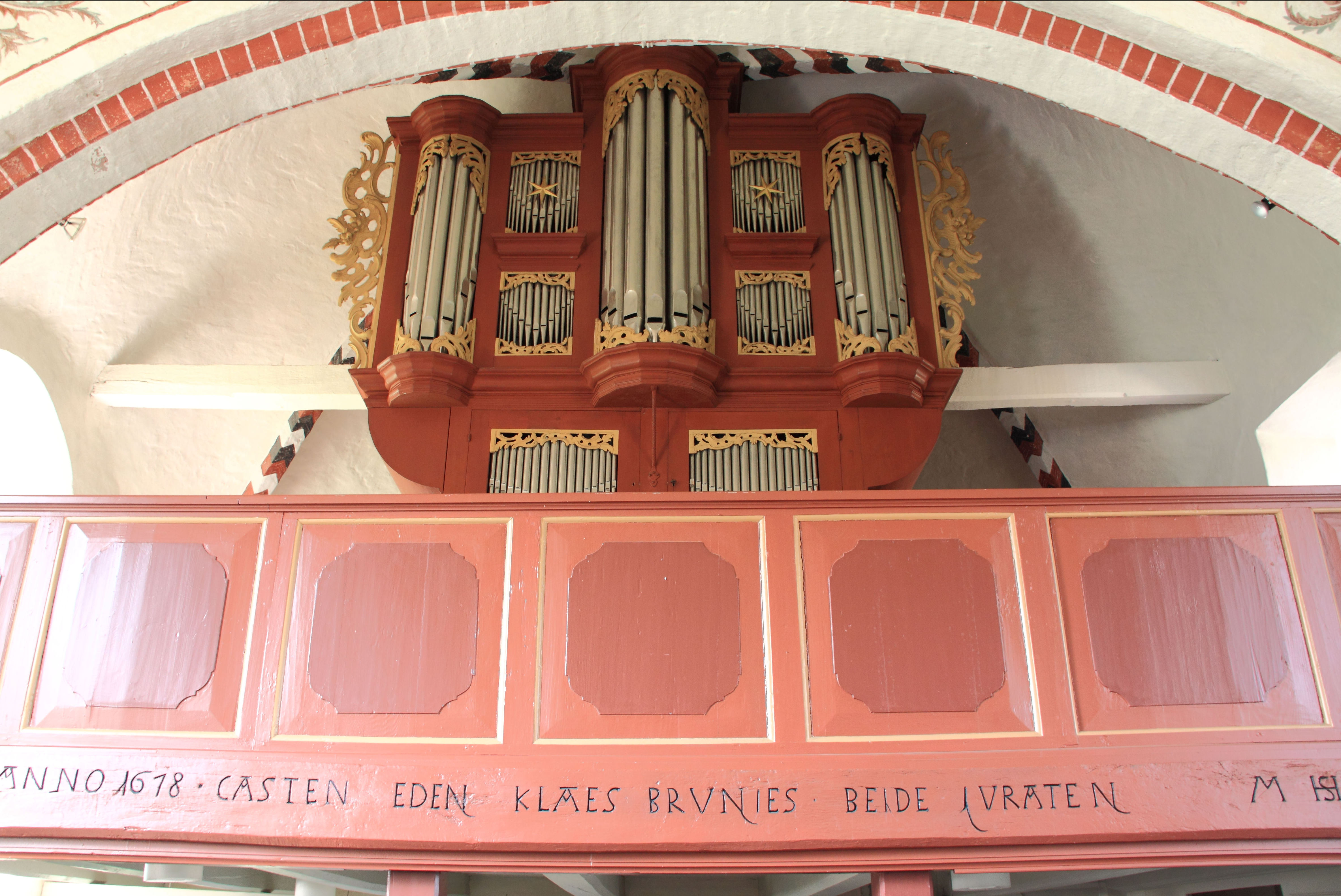
Orgel in deze kerk (eind 18e eeuw)
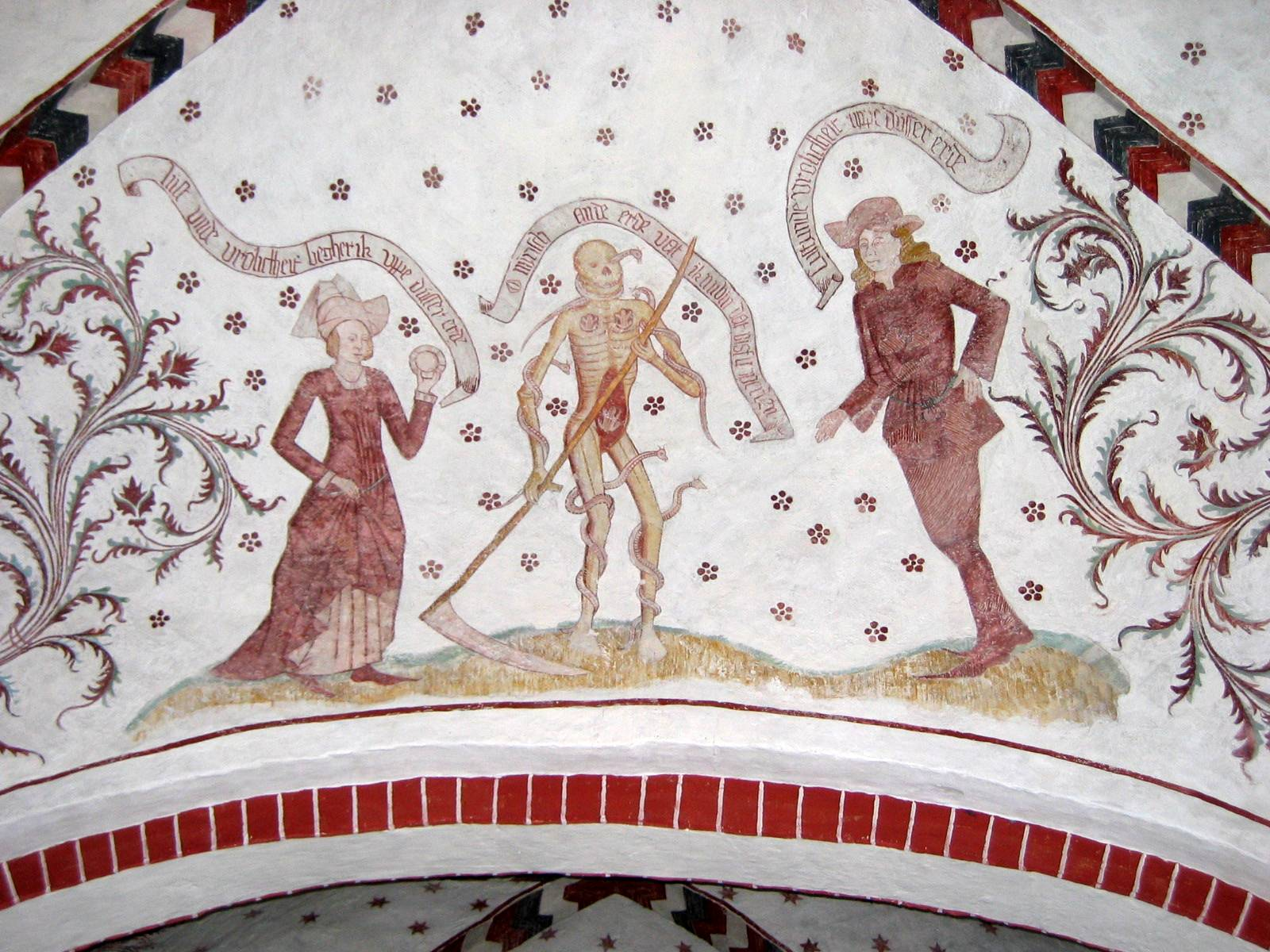
Vijftiende-eeuwse plafondschildering Loxstedter Totentanz in deze kerk
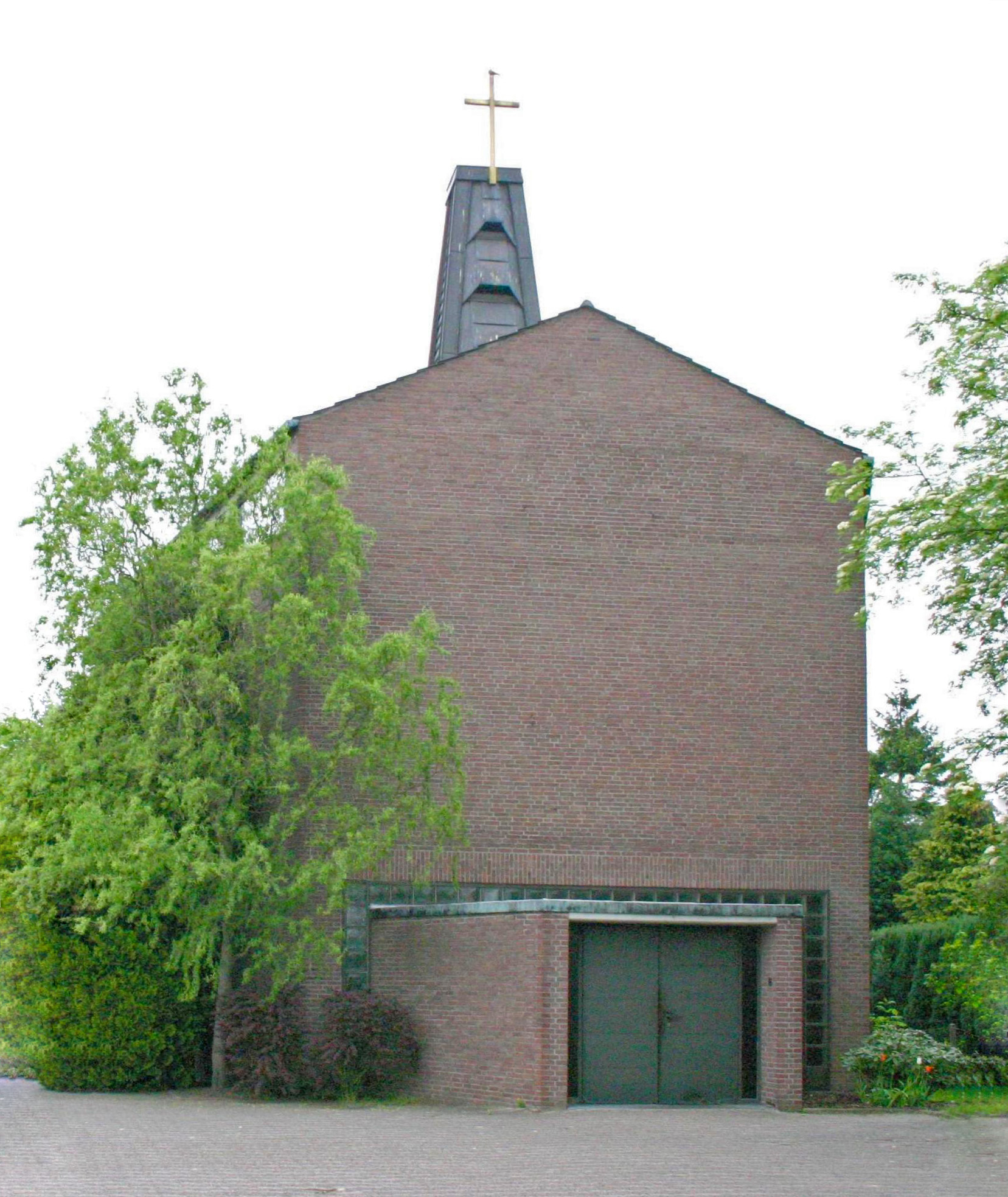
R.K. Johannes-de-Doperkerk, Loxstedt
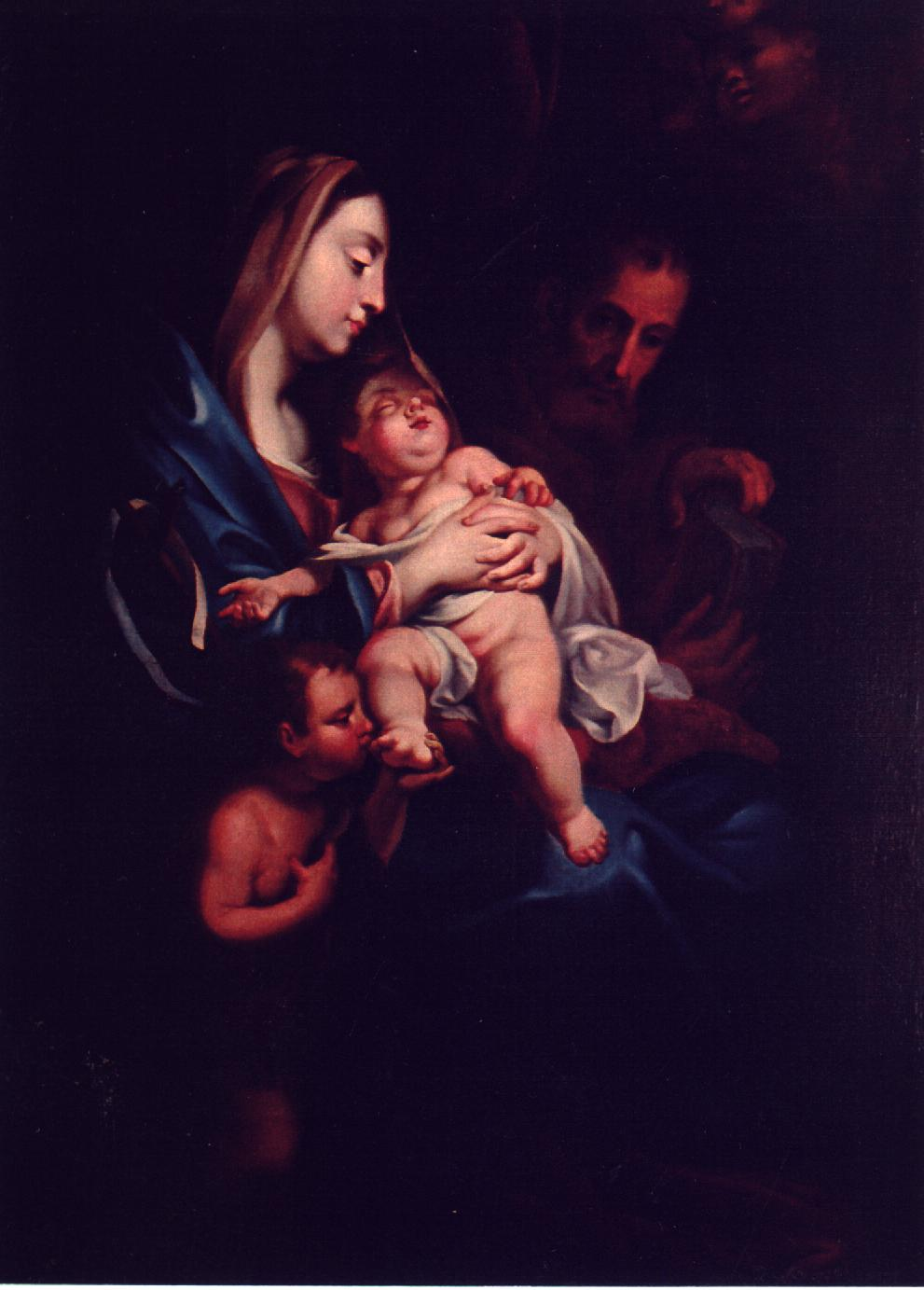
Andrea Sacchi, H. Familie met Johannes de Doper als baby, 1641, in deze kerk
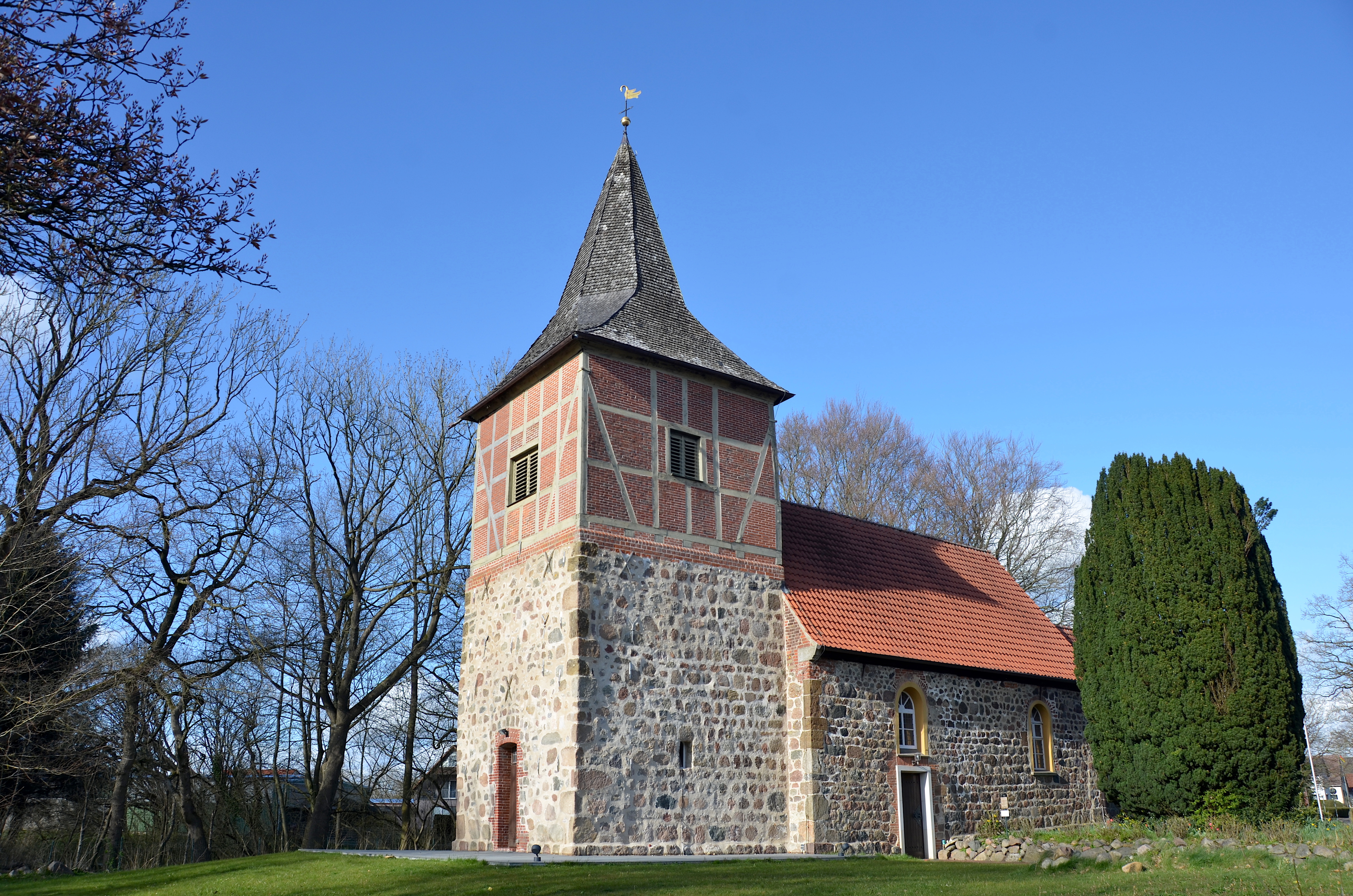
Evang.-lutherse Johannes-de-Doperkerk, Bexhövede
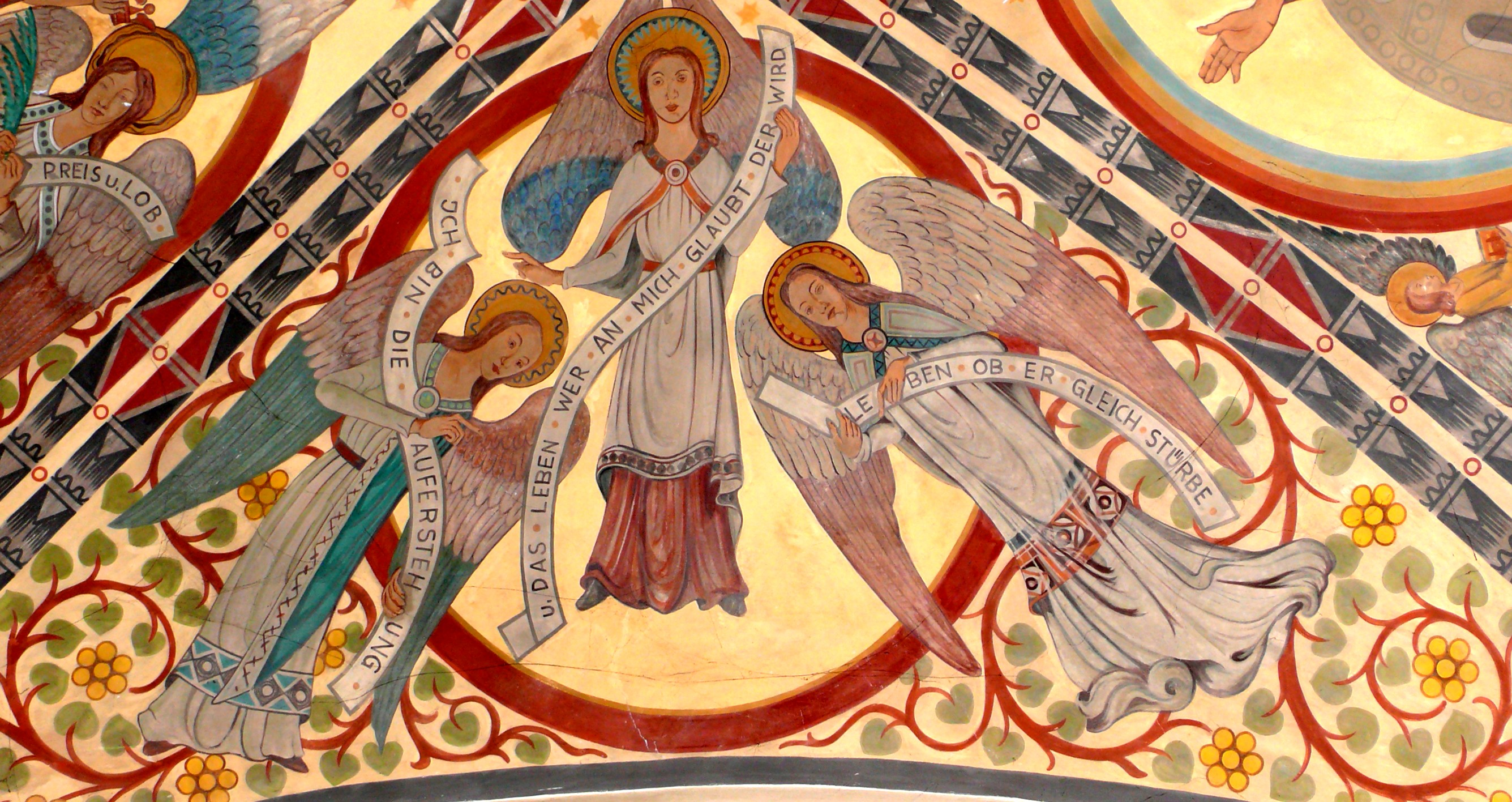
Plafondschilderingen (1923-1955) in deze kerk
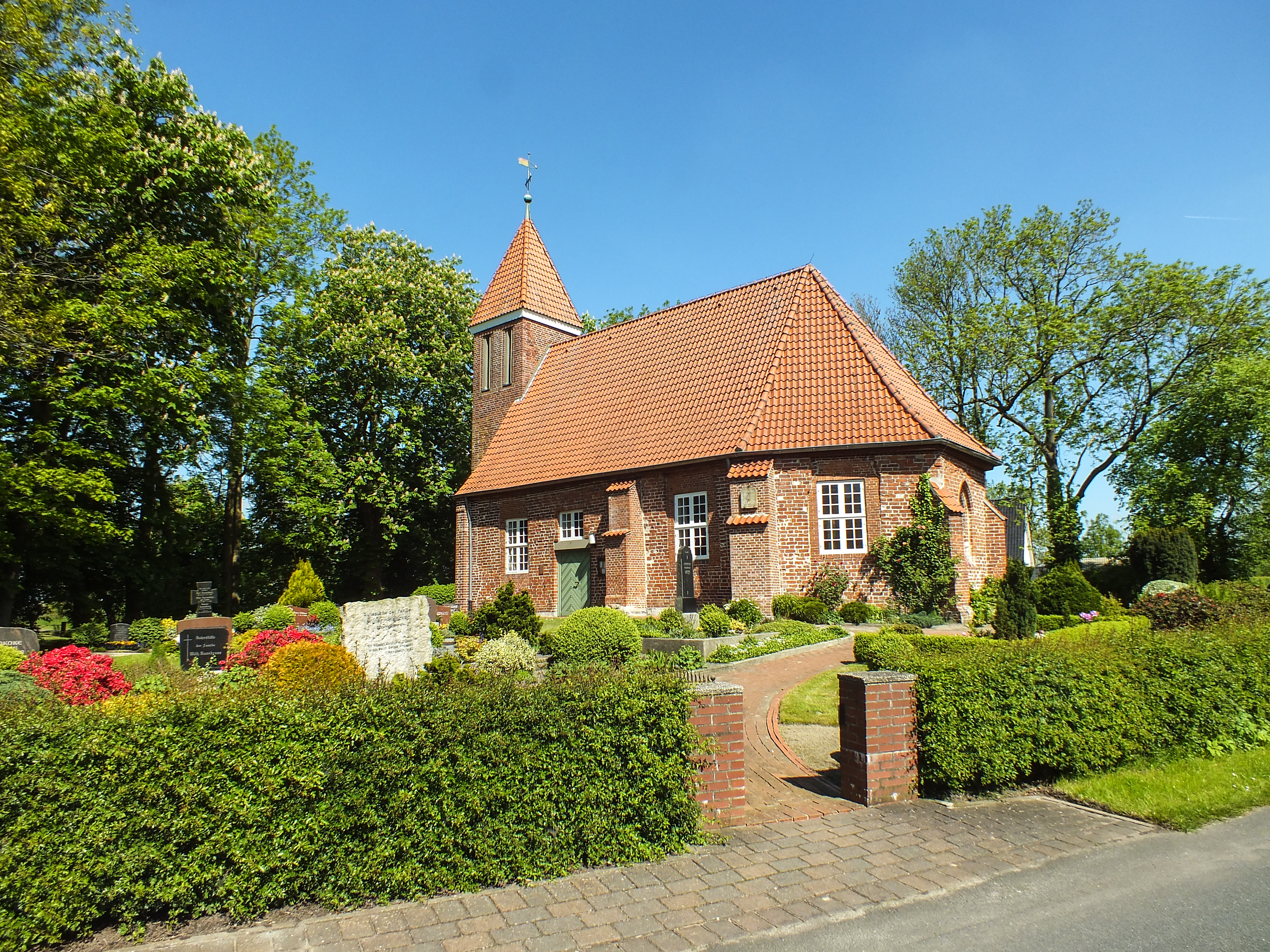
Kerkje te Büttel (ca. 1500; na de Kerstvloed van 1717 herbouwd; toren uit 1971)
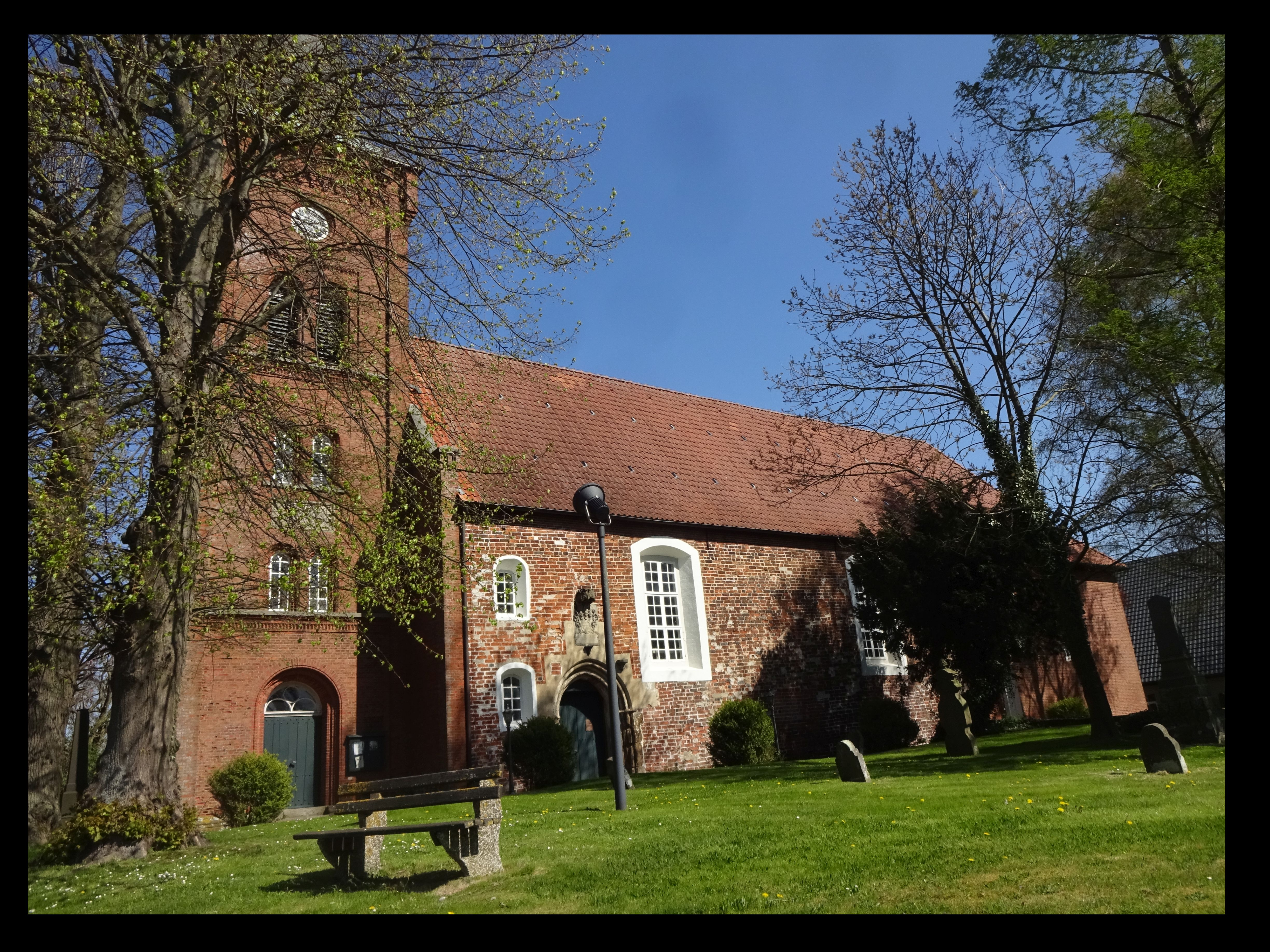
Sint-Laurenskerk, Dedesdorf (14e-17e eeuw)
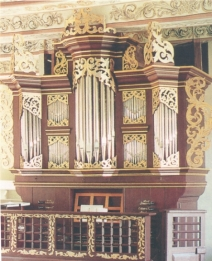
Orgel in deze kerk[5] (1698)

### Overige

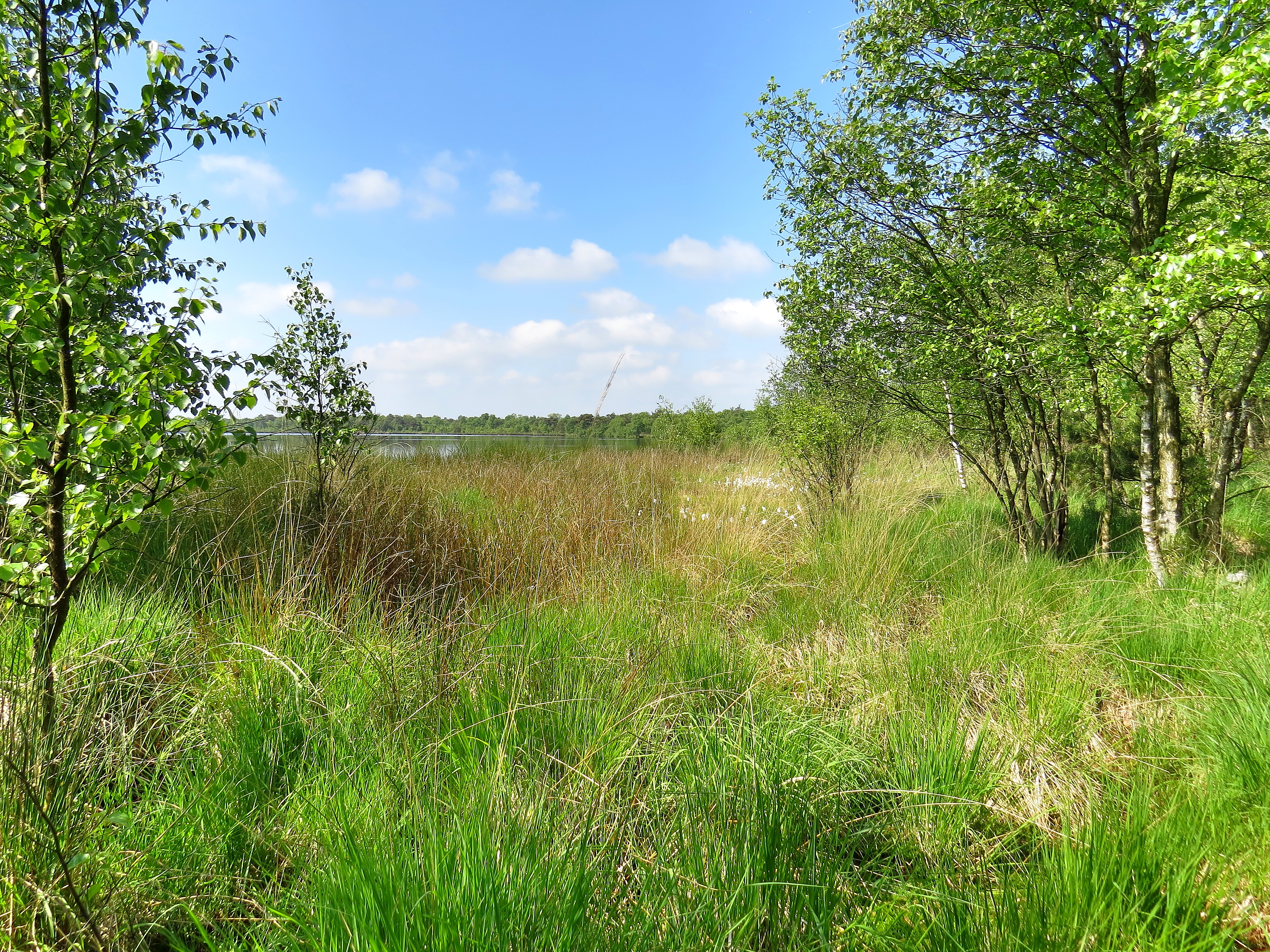
De Bülter See[6] in het natuurreservaat Naturschutzgebiet Bülter See und Randmoore
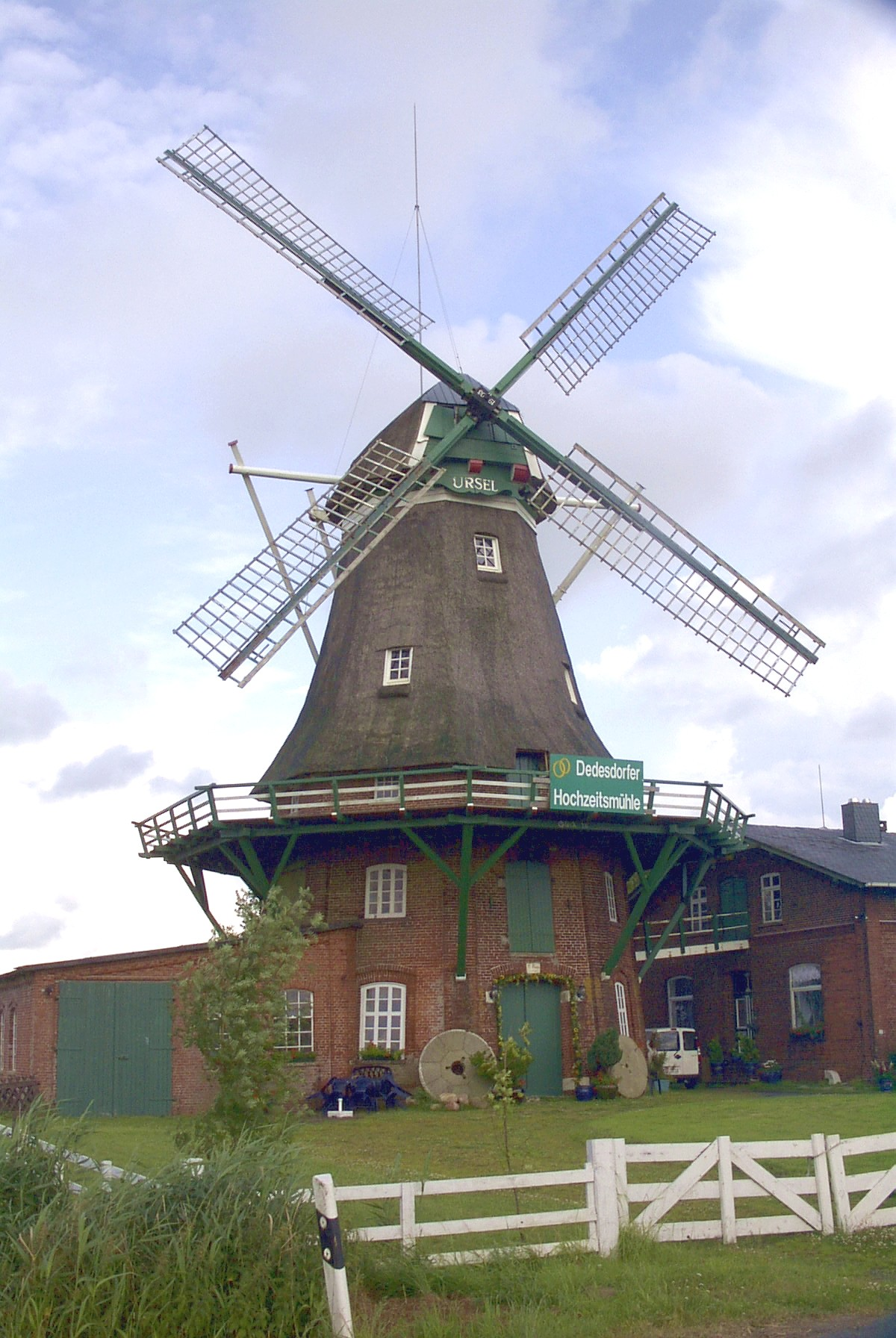
Molen te Dedesdorf (achtkante bovenkruier; bouwjaar 1847; voorheen horecabedrijf en trouwlocatie; in 2024 in renovatie)
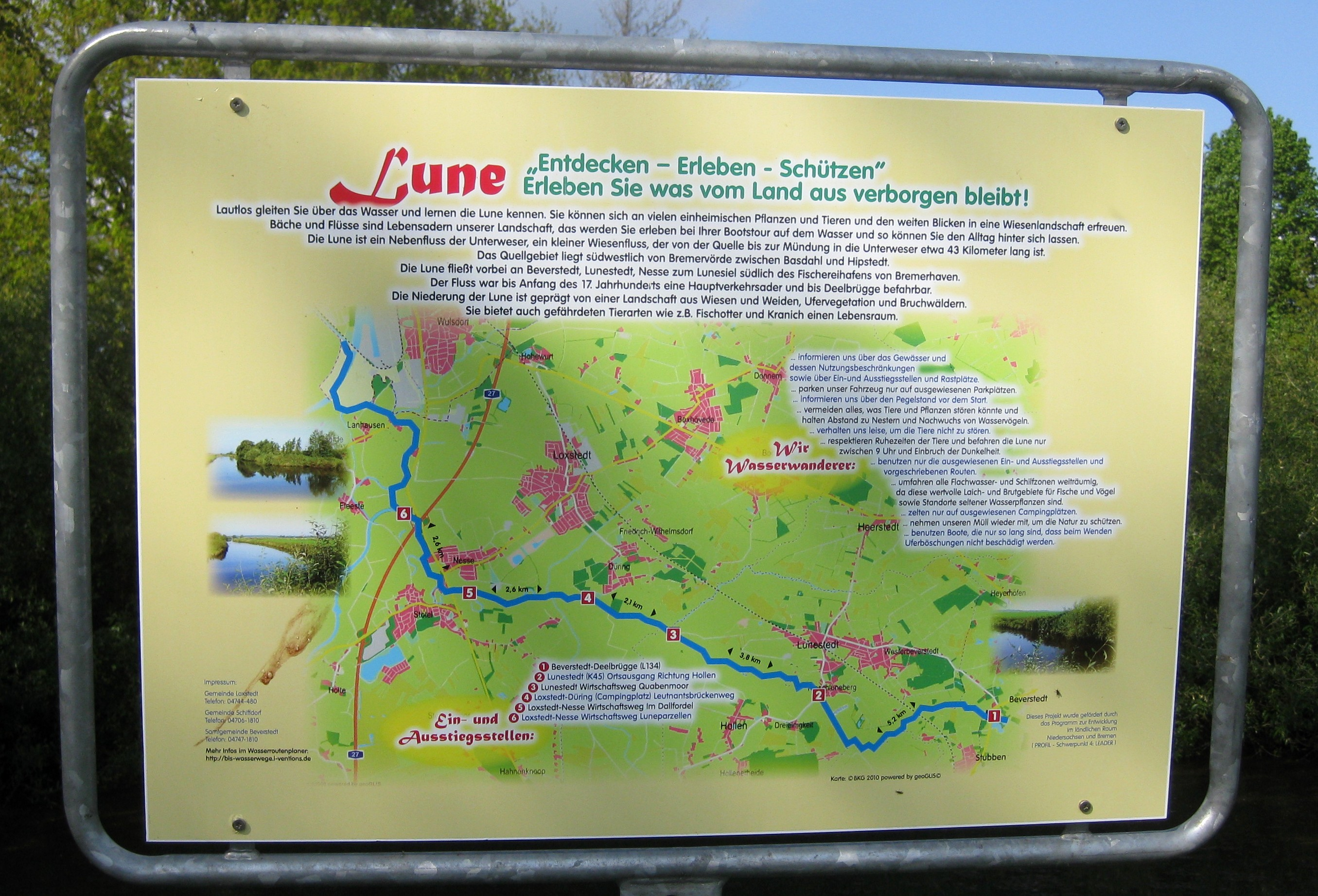
Info-paneel voor kanovaarders aan de Lune
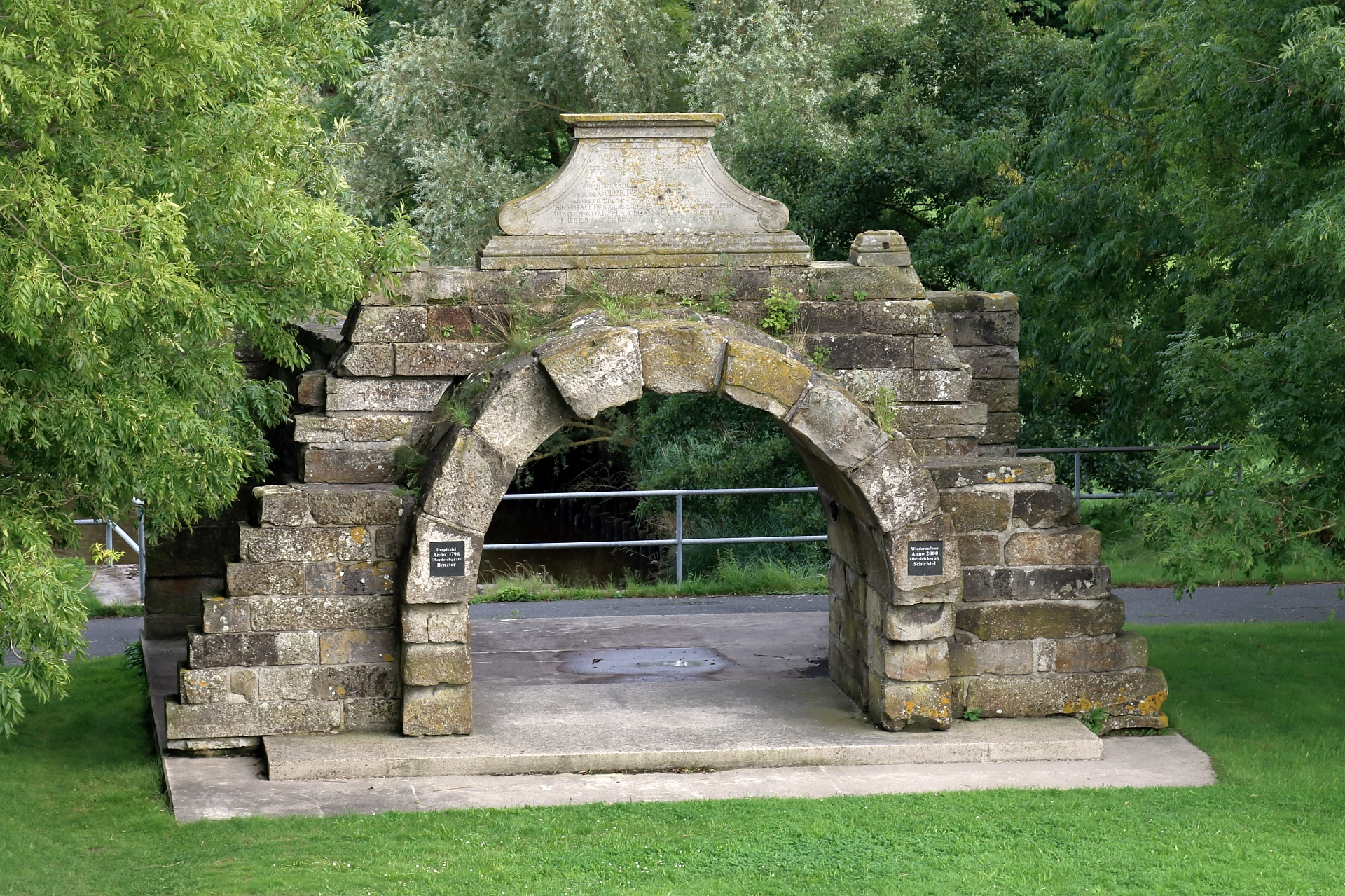
Ruïne van een zijl in het riviertje de Drepte

## Partnergemeenten
Loxstedt onderhoudt jumelages met:
- Schwaan, ten zuiden van Rostock, sedert 1990
- Ollainville (Essonne) (in Frankrijk), sedert 2013